# Дейв Франко
Девід Джон Франко (англ. David John Franco; нар. 12 червня 1985, Пало-Альто, Каліфорнія, США), більш відомий як Дейв Франко (англ. Dave Franco) — американський актор, сценарист, режисер і продюсер. Відомий за ролями у телесеріалі «Клініка» (2009—2010), трилогії «Ілюзія обману» (2013—2025), дилогії «Сусіди» (2014—2016), трилері «Нерв» (2016), трагікомедії «Горе митець» (2017), фільмі жахів «Одне ціле» (2025). Номінант на премію «Еммі» за гостьову роль у телесеріалі «Студія» (2025).

## Біографія
Девід Джон народився 12 червня 1985 року в Каліфорнії в сім'ї єврейки Бетсі і Дугласа Франка, нащадка португальців і шведів. Хлопчик зростав у творчій обстановці. Його мама пише прозу та поезію, а бабуся працює в галереї мистецтва Верне. Девід став третім сином у родині. Він не мріяв про акторську кар'єру, але повторив вибір старшого брата Джеймса Франко, який досяг статусу голлівудської зірки.
Франко ріс у Каліфорнії з двома братами, Томом Франко і Джеймсом Франко, які теж є акторами. Закінчив Університет Південної Каліфорнії.

## Кар'єра
Кінематографічний дебют Девіда відбувся в 2006 році в серіалі «Сьоме небо», де він виконав невелику роль. Далі були епізодичні роботи в телепроєктах «Університет», «Розпещені», «Не турбувати». Першу велику роль актор отримав у 24 роки в дев'ятому сезоні серіалу «Клініка». Він зіграв студента медичного університету Коула Ааронсона, чиї батьки фінансують будівництво будівлі.
Завойовану популярність закріпила роль футболіста в молодіжній комедії «Суперперці» і невеликий епізод у драмі «Гарві Мілк», де одну з головних ролей виконав його старший брат Джеймс Франко. Майже п'ять років акторської кар'єри Дейв залишався в тіні іменитого брата. «Всі знали мене тільки як молодшого брата Джеймса Франко. Я вирішив, що мені потрібно дистанціюватися від того, що він робить. Я люблю і поважаю брата, але мені треба було самому стати на ноги», — згадує актор.
У 28 років Дейв отримав провідну роль в одній з найбільш очікуваних картин 2013 року — стрічці Луї Летер'є «Ілюзія обману». В непередбачуваному трилері про команду кращих ілюзіоністів світу, котрі пограбовують під час чарівних шоу і водять за ніс агентів ФБР, Дейв постав фокусником з вулиці, талановитим, зухвалим і відчайдушним героєм. Завдяки цій роботі про нього вперше заговорили як про самостійного актора, здатного на виконання яскравих драматичних ролей. Стрічка мала касовий успіх, зібравши в світовому прокаті понад 300 мільйонів доларів. «Мою роботу, нарешті, почали цінувати. Я з усіх сил намагаюся бути розумним. Як би не були схожі наші з братом голоси, наша зовнішність, всередині ми абсолютно різні. Він береться за ролі, до яких я б і не доторкнувся, і навпаки. Думаю, це люди стали помічати» — говорив Франко. У 2014—2016 виконував головну роль у комедійній дилогії «Сусіди».
Окрім акторства, займається також режисурою і написанням сценаріїв. У 2012 році він представив свій режисерський і продюсерський дебют — короткометражку «Р. М», яку також самостійно змонтував. Дейв писав сценарії до авторського проекту «Funny or Die» і «Would You», де знімав себе і своє творче сімейство, зокрема маму Бетсі. У 2020 році поставив фільм жахів «Під наглядом», у 2023 році — романтичну комедію «Хтось, кого я знала».
У 2025 році виконав три головні ролі: у третій частині «Ілюзії обману», романтичній драмі «Шкодую за тобою» та фільмі жахів «Одне ціле», в якому вперше з'явився на екрані разом із дружиною Елісон Брі.

## Особисте життя
Зустрічався з Шеною Граймс і актрисою Діанною Агрон. З травня 2012 року в стосунках з Елісон Брі. У серпні 2015 року пара оголосила про свої заручини, у 2017 році відбулось весілля.

## Фільмографія

### Актор
| Рік       |    | Українська назва                   | Оригінальна назва                 | Роль                                              |
| --------- | -- | ---------------------------------- | --------------------------------- | ------------------------------------------------- |
| 1996—2007 | с  | Сьоме небо                         | 7th Heaven                        | Бенджамін Бейнсворт                               |
| 2009—2010 | с  | Клініка                            | Scrubs                            | Коул Ааронсон                                     |
| 2006      | кф |                                    | Frat Bros.                        | Ей Джей                                           |
| 2007—2011 | с  | Університет                        | Greek                             | Гонзо                                             |
| 2007—2014 | с  | В курсі останніх подій з Челсі     | Chelsea Lately                    | Ерік з «Мачо і ботан»                             |
| 2007      | ф  | Суперперці                         | Superbad                          | Грег                                              |
| 2007      | ф  | Після сексу                        | After Sex                         | Сем                                               |
| 2008—2009 | с  | Розпещені                          | Privileged                        | Закарі                                            |
| 2008      | с  | Не турбувати                       | Do Not Disturb                    | Гас                                               |
| 2008      | ф  | Короткий шлях                      | The Shortcut                      | Марк                                              |
| 2009      | ф  | Грінберг                           | Greenberg                         | Річ                                               |
| 2009      | кф |                                    | A Fuchsia Elephant                | Майкл                                             |
| 2010      | ф  | «Подвійне життя Чарлі Сент Клауда» | Charlie St. Cloud                 | Саллі                                             |
| 2010      | кф |                                    | Catblock (The Ultimate Co%kblock) |                                                   |
| 2011      | ф  | Ніч страху                         | Fright Night                      | Марк                                              |
| 2011      | ф  | Тухле м'ясо                        | Bad Meat                          | Тайлер                                            |
| 2012      | ф  | Мачо і ботан                       | 21 Jump Street                    | Ерік Молсон                                       |
| 2012      | кф |                                    | Would You                         | Дейв                                              |
| 2013      | ф  | Тепло наших тіл                    | Warm Bodies                       | Перрі Кельвін                                     |
| 2013      | ф  | Ілюзія обману                      | Now You See Me                    | Джек Вайлдер                                      |
| 2014      | мф | Lego Фільм                         | The Lego Movie                    | Валлі (голос)                                     |
| 2014      | ф  | Сусіди                             | Neighbors                         | Піт                                               |
| 2014      | ф  | Мачо і ботан 2                     | 22 Jump Street                    | Ерік Молсон                                       |
| 2015      | ф  |                                    | Unfinished Business               | Майк Млинець                                      |
| 2015      | с  |                                    | Other Easy                        | Чед (2 епізоди)                                   |
| 2016      | ф  | Сусіди 2                           | Neighbors 2: Sorority Rising      | Піт                                               |
| 2016      | ф  | Ілюзія обману: Другий акт          | Now You See Me 2                  | Джек Вайлдер                                      |
| 2016      | мс | Кінь БоДжек                        | BoJack Horseman                   | Алексі Бросефено (Епізод: "Love And/Or Marriage") |
| 2016      | ф  | Нерв                               | Nerve                             | Йен                                               |
| 2016—2019 | с  |                                    | Easy                              | Джефф (4 епізоди)                                 |
| 2017      | ф  |                                    | The Little Hours                  | Массетто                                          |
| 2017      | ф  | Горе-творець                       | The Disaster Artist               | Грег Сестеро                                      |
| 2017      | мф | Lego Фільм: Ніндзяго               | The Lego Ninjago Movie            | Валлі (голос)                                     |
| 2018      | ф  |                                    | 6 Balloons                        | Сет                                               |
| 2018      | ф  | Якби Біл-стріт могла заговорити    | If Beale Street Could Talk        | Леві                                              |
| 2019      | ф  | Зеровілль                          | Zeroville                         | Монтгомері Кліфт                                  |
| 2019      | ф  | Шестеро поза законом               | Six Underground                   | водій «Шість»                                     |
| 2021      | с  |                                    | The Now                           | Ед Пул (14 епізодів)                              |
| 2022      | ф  | Денна зміна                        | Day Shift                         | Сет                                               |
| 2024      | ф  | Любов, брехня та кровопролиття     | Love Lies Bleeding                | Джей-Джей                                         |
| 2025      | ф  | Одне ціле                          | Together                          | Тім                                               |
| 2025      | ф  | Ілюзія обману 3                    | Now You See Me 3                  | Джек Вайлдер                                      |
| 2025      | ф  | Шкодую за тобою                    | Regretting You                    | Йохан                                             |

### Режисер, сценарист, продюсер
| Рік  |   | Українська назва    | Оригінальна назва       | Роль                         |
| ---- | - | ------------------- | ----------------------- | ---------------------------- |
| 2020 | ф | Під наглядом        | The Rental              | режисер, сценарист, продюсер |
| 2021 | ф |                     | Zola                    | продюсер                     |
| 2022 | с | Пем і Томмі         | Pam & Tommy             | виконавчий продюсер          |
| 2023 | ф | Хтось, кого я знала | Somebody I Used to Know | режисер, сценарист           |